# マチュー・ケレク
マチュー・ケレク（フランス語: Mathieu Kérékou, 1933年9月2日 - 2015年10月14日）はベナンの政治家。ダオメー共和国時代の1972年からベナン共和国時代の1991年まで、また1996年から2006年までの合計29年にわたって同国大統領を務めた。

## 経歴
1933年にベナン北西部で生まれたケレクは、1947年にフランス植民地軍に入隊し、1960年に仏領ダオメーがダオメー共和国として独立するとベナン陸軍に参加した。軍では独立時の大統領ユベール・マガが同じ北部出身だったために引き立てられ、マガ失脚後も昇進を重ねた。1967年にはモーリス・クアンデテ少佐に従い、クーデターでクリストファ・ソグロ独裁政権を打倒した。
1972年10月26日に再度クーデターを起こし、ユベール・マガ、スル・ミガン・アピティ、ジャスティン・アホマデグベらが構成する大統領協議会を打倒して大統領に就任し、長期にわたって独裁政権を率いた。
ケレクは中華人民共和国と国交を樹立し(1972年12月)、マルクス・レーニン主義に基づき社会主義国家建設を目指した。1975年11月には国名を「ベナン人民共和国」へ改称し、一党独裁政党として「ベナン人民革命党 (PRPB)」を結成した。しかし、国有化政策はすぐ挫折し、クーデター未遂や軍と急進派の対立など政情不安を招くことになった。このため、ケレク政権は1980年代には西欧諸国に接近し、路線修正を図った。
1990年、経済政策の失敗によって民主化運動が激化し、ケレクは民主化勢力の要求を呑んで複数政党制を認め、国民会議を招集。国民会議はケレクが穏やかに民主化勢力に譲歩したことを評価し、ケレクに大統領時代の免責を与え、また民主的大統領選挙までの間、実権は制限したもののケレクの大統領としての地位・名誉は保証された。
1991年、民主大統領選挙に出馬するものの、ニセフォール・ソグロに敗れ下野する。その後、1996年の大統領選に出馬し、今度はソグロを破って当選。2001年の選挙でも再びソグロを破って再選された。
クーデターで実権を握るなど、当初こそ軍事独裁色が強かったが、選挙で当選した1996年以降はベナン経済の市場経済化を進め、またアフリカ諸国に平和維持部隊を派遣するなど、積極的な政治運営を行なっている。憲法上の三選禁止の規定を遵守して2006年3月に任期満了にともなって退陣し、選挙によってヤイ・ボニが次の大統領となった。
また、2002年には日本のタレントでベナンの外交官のゾマホン・ルフィンへ国民栄誉賞を与えた。
2015年10月14日、82歳で死去。